# Espartinas
Espartinas er en by og kommune i det sydlige Spanien i provinsen Sevilla. Den har et indbyggertal på 16.482 (2024) indbyggere.